# テンプル・シュヴァリエ
テンプル・シュヴァリエ（Temple Chevallier、1794年10月19日 - 1873年11月4日）は、イギリスの牧師・数学者・天文学者である。天文学の分野で、1847年から1849年の間に太陽黒点に関する重要な観測を行った。天文学や物理学の分野の業績の他に、キリスト教初期の使徒教父(Apostolic Fathers)の著作の翻訳を行った。クレメンス1世やポリカリポス、アンティオキアのイグナティオスの著作を翻訳した。
ケンブリッジ大学のPembroke Collegeで学び、1818年牧師に任じられた。ケンブリッジで教え、彼の講義は1835年に『天文学の研究から得られた神の力と知恵の証拠』 the proofs of the divine power and wisdom derived from the study of astronomy として出版された。
1839年に新設されたダラム大学に招かれ、数学､天文学、ヘブライ語などを教えた。1839年に大学天文台を創設し、30年間に渡って所長を務め、木星の衛星の観測や、継続的な気象観測を行った。